# Антим Платамонски
Антим (на гръцки: Άνθιμος) е гръцки духовник, епископ на Вселенската патриаршия.

## Биография
Антим служи като протосингел на митрополит Йосиф Солунски. През октомври 1822 година, след избухването на Гръцкото въстание, е избран и по-късно ракъположен за платамонския епископ в Амбелакия. Остава на катедрата до 1833 година, в която вероятно умира.